# 산포남초등학교
산포남초등학교는 대한민국 전라남도 나주시 산포면 송림산제길 50 (송림리)에 있었던 초등학교이다.

## 연혁
- 1967년 9월 7일 산포국민학교 송림분교장 인가
- 1970년 3월 1일 산포남국민학교 승격
- 1996년 3월 1일 산포남초등학교로 개칭
- 1999년 9월 1일 산포초등학교로 통폐합